# Tomasz Torgowski
Tomasz Torgowski (Inowrocław, 11 aprile 1961) è un ex cestista polacco.

## Carriera
Con la Polonia ha disputato i Campionati europei del 1991.

## Palmarès
- Campionato polacco: 2

Lech Poznań: 1988-89, 1989-90